# MS Amber
MS Amber – morski statek typu (RORO).
Zbudowany został w 1993 roku w serbskiej stoczni w „Sava” w Mačvanskiej Mitrovicy. Armatorem jest „Rederi A/S, Amber” w Norwegii, a operatorem statku jest Euroafrica. Od 1993 roku do 2007 roku, z przerwami, pływał z Gdyni do Helsinek.